# Shahd Ashraf
Shahd Ashraf (* 16. September 2003) ist eine australisch-katarische Leichtathletin aus dem Sudan, die sich auf den Sprint spezialisiert hat und die seit 2024 für Katar an den Start geht.

## Sportliche Laufbahn
Erste Erfahrungen bei internationalen Meisterschaften sammelte Shahd Ashraf im Jahr 2024, als sie bei den Westasienmeisterschaften in Basra in 56,95 s die Bronzemedaille im 400-Meter-Lauf hinter den Iranerinnen Nazanin Fatemeh und Kazhal Rostami gewann. Anschließend startete sie dank einer Wildcard im 100-Meter-Lauf bei den Olympischen Sommerspielen in Paris und schied dort mit 12,53 s in der Vorausscheidungsrunde aus. Zudem war sie Fahnenträgerin Katars während der Eröffnungsveranstaltung der Spiele.

## Persönliche Bestleistungen
- 100 Meter: 12,53 s (+1,1 m/s), 2. August 2024 in Paris
- 400 Meter: 54,98 s, 1. März 2020 in Melbourne